# Un hombre de suerte
Un hombre de suerte és una pel·lícula espanyola de comèdia del 1930 dirigida per Benito Perojo i protagonitzada per Roberto Rey, María Luz Callejo i Valentín Parera. És una pel·lícula en castellà rodada per l'empersa de Hollywood Paramount Pictures als Estudis de Joinville a París. També es van fer versions separades en francès i suec. La versió francesa es coneix com Un trou dans le mur. Està basada en una obra d'Yves Mirande. Ara es considera una pel·lícula perduda.

## Sinopsi
Lucas és un jove metge que no té diners per a obrir la consulta i que rep com a pagament d'una intervenció un pergamí amb el pla d'un tresor.

## Repartiment
- Roberto Rey - Luciano Barbosa / Lucas Gómez
- María Luz Callejo - Urbana
- Valentín Parera - Castrenese
- Rosario Pino - Doña Bermuda
- Carlos San Martín - Don Digno Lesaca
- Joaquín Carrasco - El jardinero
- Amelia Muñoz - Isidra
- Helena D'Algy - Salomé
- Rosita Díaz Gimeno
- Roberto Iglesias